# Rhopus nigroclavatus
Rhopus nigroclavatus är en stekelart som först beskrevs av William Harris Ashmead 1902.  Rhopus nigroclavatus ingår i släktet Rhopus och familjen sköldlussteklar. Inga underarter finns listade i Catalogue of Life.